# C-C chemokinový receptor typu 7

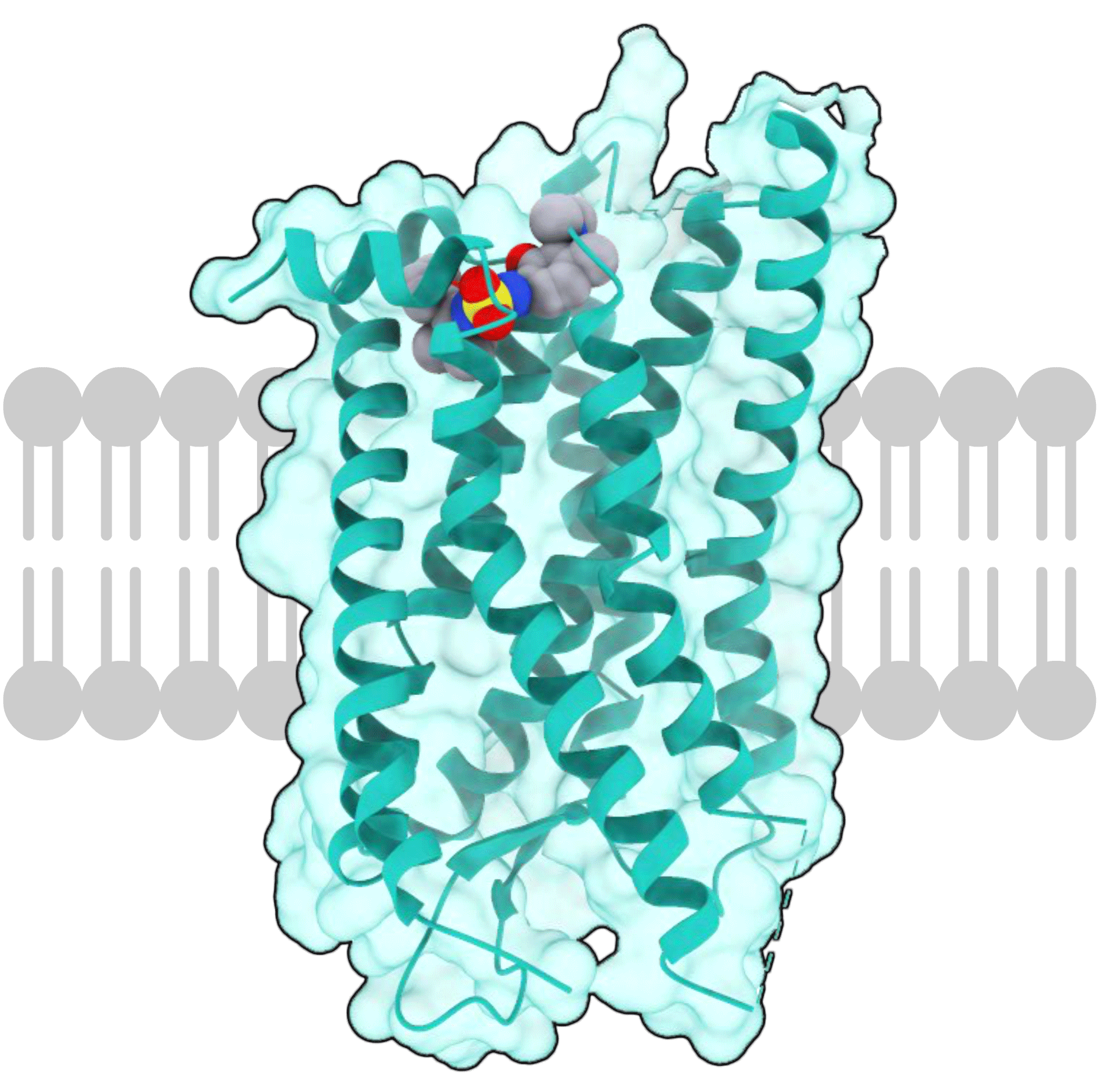
molekulová struktura

C-C chemokinový receptor typu 7 (CCR7) je protein, který je u lidí kódován genem CCR7. Pro tento receptor jsou známé dva ligandy: chemokinový (C-C motiv) ligand 19 (CCL19) a (C-C motiv) ligand 21 (CCL21).
CCR7 se také někdy označuje jako CD197 (zkratka CD z angličtiny cluster of differentiation).

## Funkce
Protein kódovaný genem CRR7 patří do rodiny receptorů spojených s G proteinem.
Tento receptor byl rozpoznán jako gen indukovaný virem Epstein-Barrové (EBV) a je považován za mediátor účinků EBV na B lymfocyty.
Receptor je exprimován v různých lymfoidních tkáních, a aktivuje T a B lymfocyty. Dále CCR7 stimuluje zrání dendritických buněk a podílí se na cílení T lymfocytů do různých sekundárních lymfoidních orgánů, jako jsou lymfatické uzliny a slezina, navíc se účastní transportu T lymfocytů ve slezině.
Aktivace dendritických buněk v periferních tkáních vyvolává expresi CCR7 na jejich buněčném povrchu. CCR7 rozpoznává CCL19 a CCL21 produkované v lymfatických uzlinách. Aktivace dendritických buněk také vyvolává expresi jejich kostimulačních molekul (B7) a MHC molekul třídy I nebo MHC molekul třídy II.

## Klinický význam
CCR7 je exprimován na různých nádorových buňkách, například nemalobuněčném karcinomu plic, karcinomu žaludku a karcinomu jícnu.   Exprese CCR7 nádorovými buňkami je spojena s metastázami do lymfatických uzlin.